# Давидів псалтир
«Давидів псалтир» (пол. Psałterz Dawidów), або «Давидів псалтир у перекладі Яна Кохановського» (пол. Psałterz Dawidowy przekładania Jana Kochanowskiego) — поетичний парафраз Яна Кохановського біблійної Книги псалмів, виданий 1579 року в друкарні Лазаря.
Кохановський передував роботі над збіркою глибокими біблійними та філологічними студіями. Важко визначити текст, який послужив основою для поетового перекладу; всупереч поширеній думці, це не була латинська Вульгата, з якої Кохановський взяв лише зачини псалмів. Історики старопольської літератури вважають, що «Псалтир» — найрізноманітніший твір поета з погляду віршування; існують також думки, що її написання було найбільшим випробуванням творчих сил Кохановського, що являє собою справу світового масштабу.

## Видання
«Давидів псалтир» вийшов друком у 1579 році в краківській друкарні Лазаря. Твір побачив світ у чарноляський період життя поета. Хоча він вийшов друком 1579 року, Кохановський працював над ним ще при дворі Сигізмунда I Старого.
Вже через рік після публікації «Псалтиря» музику до нього опублікував Миколай Гомулка під назвою «Мелодія на польський псалтир».

## Стиль
«Псалтир» не є точним перекладом Книги Псалмів зі Старого Завіту, а поетичним переказом, адаптованим до польських звичаїв та умов. Кохановський використовував різні сучасні переклади та переспіви оригіналу, а особливо надихався латинським перекладом псалмів Джорджа Б'юкенена. Твір Кохановського характеризується ренесансним гуманізмом: старозавітний Бог наділений милосердними рисами, характерними для гуманістичного погляду на Бога. Не як суворий суддя, а як друг людини. Цей образ запозичений з новозавітної історії про Ісуса.